# Taisnières-en-Thiérache
Taisnières-en-Thiérache is een gemeente in het Franse Noorderdepartement (regio Hauts-de-France) en telt 512 inwoners (2005). De plaats maakt deel uit van het arrondissement Avesnes-sur-Helpe.

## Geografie
De oppervlakte van Taisnières-en-Thiérache bedraagt 8,5 km², de bevolkingsdichtheid is 60,2 inwoners per km².
De onderstaande kaart toont de ligging van Taisnières-en-Thiérache met de belangrijkste infrastructuur en aangrenzende gemeenten.

## Demografie
Onderstaande figuur toont het verloop van het inwonertal (bron: INSEE-tellingen).